# Bilan saison par saison des Hawks d'Atlanta

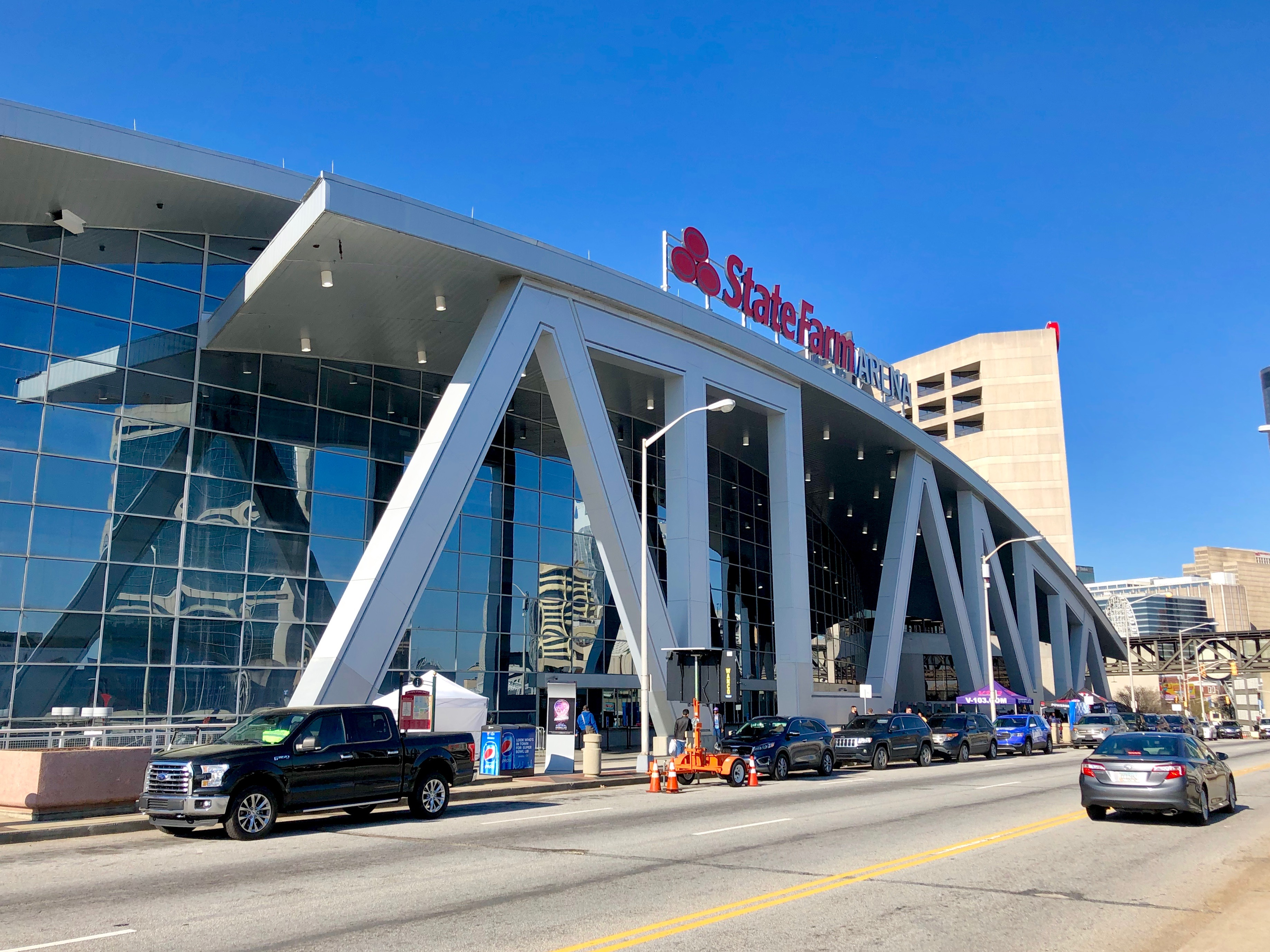
La State Farm Arena est l'arène des Hawks.

Le tableau suivant est un bilan saison par saison des Hawks d'Atlanta avec les performances réalisées par la franchise depuis 1949.
| Saison                | Équipe           | Conférence       | Conférence       | Division         | Division         | Saison régulière | Saison régulière | Saison régulière | Playoffs | Entraîneur principal                     | Réf.        |
| Saison                | Équipe           | Conférence       | Conférence       | Division         | Division         | V                | D                | PCT              | Playoffs | Entraîneur principal                     | Réf.        |
| --------------------- | ---------------- | ---------------- | ---------------- | ---------------- | ---------------- | ---------------- | ---------------- | ---------------- | --- | ---------------------------------------- | ----------- |
| Tri-Cities Blackhawks |                  |                  |                  |                  |                  |                  |                  |                  | |                                          |             |
| 1949-50               | 1949-50          | -                | -                | Ouest            | 3e               | 29               | 35               | 45,3%            | Défaite en demi-finale de division (Anderson, 1-2)                                                                                                  | Roger Potter Red Auerbach                | [ 1 ]       |
| 1950-51               | 1950-51          | -                | -                | Ouest            | 5e               | 25               | 43               | 36,8%            | - | Dave McMillan John Logan Mike Todorovich | [ 2 ]       |
| Milwaukee Hawks       |                  |                  |                  |                  |                  |                  |                  |                  | |                                          |             |
| 1951-52               | 1951-52          | -                | -                | Ouest            | 5e               | 17               | 49               | 25,8%            | - | Doxie Moore                              | [ 3 ]       |
| 1952-53               | 1952-53          | -                | -                | Ouest            | 5e               | 27               | 44               | 38,0%            | - | Andrew Levane                            | [ 4 ]       |
| 1953-54               | 1953-54          | -                | -                | Ouest            | 4e               | 21               | 51               | 29,2%            | - | Andrew Levane Red Holzman                | [ 5 ]       |
| 1954-55               | 1954-55          | -                | -                | Ouest            | 4e               | 26               | 46               | 36,1%            | - | Red Holzman                              | [ 6 ]       |
| Saint-Louis Hawks     |                  |                  |                  |                  |                  |                  |                  |                  | |                                          |             |
| 1955-56               | 1955-56          | -                | -                | Ouest            | 3e               | 33               | 39               | 45,8%            | Victoire en demi-finale de division (Minneapolis, 2-1) Défaite en finale de division (Fort Wayne, 2-3)                                              | Red Holzman                              | [ 7 ]       |
| 1956-57               | 1956-57          | -                | -                | Ouest            | 1er              | 34               | 38               | 47,2%            | Victoire en finale de division (Minneapolis, 3-0) Défaite en finale NBA (Boston, 3-4)                                                               | Red Holzman Slater Martin Alex Hannum    | [ 8 ]       |
| 1957-58               | 1957-58          | -                | -                | Ouest            | 1er              | 41               | 31               | 56,9%            | Victoire en finale de division (Fort Wayne, 4-1) Victoire en finale NBA (Boston, 4-2)                                                               | Alex Hannum                              | [ 9 ]       |
| 1958-59               | 1958-59          | -                | -                | Ouest            | 1er              | 49               | 23               | 68,1%            | Défaite en finale de division (Minneapolis, 2-4) | Andy Phillip Ed Macauley                 | [ 10 ]      |
| 1959-60               | 1959-60          | -                | -                | Ouest            | 1er              | 46               | 29               | 61,3%            | Victoire en finale de division (Minneapolis, 4-3) Défaite en finale NBA (Boston, 3-4)                                                               | Ed Macauley                              | [ 11 ]      |
| 1960-61               | 1960-61          | -                | -                | Ouest            | 1er              | 51               | 28               | 64,6%            | Victoire en finale de division (Los Angeles, 4-3) Défaite en finale NBA (Boston, 1-4)                                                               | Paul Seymour                             | [ 12 ]      |
| 1961-62               | 1961-62          | -                | -                | Ouest            | 4e               | 29               | 51               | 36,3%            | - | Paul Seymour Andrew Levane Bob Pettit    | [ 13 ]      |
| 1962-63               | 1962-63          | -                | -                | Ouest            | 2e               | 48               | 32               | 60,0%            | Victoire en demi-finale de division (Détroit, 3-1) Défaite en finale de division (L.A. Lakers, 3-4)                                                 | Harry Gallatin                           | [ 14 ]      |
| 1963-64               | 1963-64          | -                | -                | Ouest            | 2e               | 46               | 34               | 57,5%            | Victoire en demi-finale de division (L.A. Lakers, 3-2) Défaite en finale de division (San Francisco, 3-4)                                           | Harry Gallatin                           | [ 15 ]      |
| 1964-65               | 1964-65          | -                | -                | Ouest            | 2e               | 45               | 35               | 56,3%            | Défaite en demi-finale de division (Baltimore, 1-3)                                                                                                 | Harry Gallatin Richie Guerin             | [ 16 ]      |
| 1965-66               | 1965-66          | -                | -                | Ouest            | 3e               | 36               | 44               | 45,0%            | Victoire en demi-finale de division (Baltimore, 3-0) Défaite en finale de division (L.A. Lakers, 3-4)                                               | Richie Guerin                            | [ 17 ]      |
| 1966-67               | 1966-67          | -                | -                | Ouest            | 2e               | 39               | 42               | 48,1%            | Victoire en demi-finale de division (Chicago, 3-0) Défaite en finale de division (San Francisco, 2-4)                                               | Richie Guerin                            | [ 18 ]      |
| 1967-68               | 1967-68          | -                | -                | Ouest            | 1er              | 56               | 26               | 68,3%            | Défaite en demi-finale de division (San Francisco, 2-4)                                                                                             | Richie Guerin                            | [ 19 ]      |
| Atlanta Hawks         |                  |                  |                  |                  |                  |                  |                  |                  | |                                          |             |
| 1968-69               | 1968-69          | -                | -                | Ouest            | 2e               | 48               | 34               | 58,5%            | Victoire en demi-finale de division (Houston, 4-2) Défaite en finale de division (L.A. Lakers, 1-4)                                                 | Richie Guerin                            | [ 20 ]      |
| 1969-70               | 1969-70          | -                | -                | Ouest            | 1er              | 48               | 34               | 58,5%            | Victoire en demi-finale de division (Chicago, 4-1) Défaite en finale de division (L.A. Lakers, 0-4)                                                 | Richie Guerin                            | [ 21 ]      |
| 1970-71               | 1970-71          | Est              | 5e               | Centrale         | 2e               | 36               | 46               | 43,9%            | Défaite en demi-finale de conférence (New York, 1-4)                                                                                                | Richie Guerin                            | [ 22 ]      |
| 1971-72               | 1971-72          | Est              | 4e               | Centrale         | 2e               | 36               | 46               | 43,9%            | Défaite en demi-finale de conférence (Boston, 2-4)                                                                                                  | Richie Guerin                            | [ 23 ]      |
| 1972-73               | 1972-73          | Est              | 4e               | Centrale         | 2e               | 46               | 36               | 56,1%            | Défaite en demi-finale de conférence (Boston, 2-4)                                                                                                  | Cotton Fitzsimmons                       | [ 24 ]      |
| 1973-74               | 1973-74          | Est              | 5e               | Centrale         | 2e               | 35               | 47               | 42,7%            | - | Cotton Fitzsimmons                       | [ 25 ]      |
| 1974-75               | 1974-75          | Est              | 8e               | Centrale         | 4e               | 31               | 51               | 37,8%            | - | Cotton Fitzsimmons                       | [ 26 ]      |
| 1975-76               | 1975-76          | Est              | 9e               | Centrale         | 5e               | 29               | 53               | 35,4%            | - | Cotton Fitzsimmons Bumper Tormohlen      | [ 27 ]      |
| 1976-77               | 1976-77          | Est              | 9e               | Centrale         | 6e               | 31               | 51               | 37,8%            | - | Hubie Brown                              | [ 28 ]      |
| 1977-78               | 1977-78          | Est              | 6e               | Centrale         | 4e               | 41               | 41               | 50,0%            | Défaite au premier tour (Washington, 0-2) | Hubie Brown                              | [ 29 ]      |
| 1978-79               | 1978-79          | Est              | 5e               | Centrale         | 3e               | 46               | 36               | 56,1%            | Victoire au premier tour (Houston, 2-0) Défaite demi-finale de conférence (Washington, 3-4)                                                         | Hubie Brown                              | [ 30 ]      |
| 1979-80               | 1979-80          | Est              | 2e               | Centrale         | 1er              | 50               | 32               | 61,0%            | Défaite en demi-finale de conférence (Philadelphie, 1-4)                                                                                            | Hubie Brown                              | [ 31 ]      |
| 1980-81               | 1980-81          | Est              | 8e               | Centrale         | 4e               | 31               | 51               | 37,8%            | - | Hubie Brown Mike Fratello                | [ 32 ]      |
| 1981-82               | 1981-82          | Est              | 6e               | Centrale         | 2e               | 42               | 40               | 51,2%            | Défaite au premier tour (Philadelphie, 0-2) | Kevin Loughery                           | [ 33 ]      |
| 1982-83               | 1982-83          | Est              | 6e               | Centrale         | 2e               | 43               | 39               | 52,4%            | Défaite au premier tour (Boston, 1-2) | Kevin Loughery                           | [ 34 ]      |
| 1983-84               | 1983-84          | Est              | 7e               | Centrale         | 3e               | 40               | 42               | 48,8%            | Défaite au premier tour (Milwaukee, 2-3) | Mike Fratello                            | [ 35 ]      |
| 1984-85               | 1984-85          | Est              | 9e               | Centrale         | 5e               | 34               | 48               | 41,5%            | - | Mike Fratello                            | [ 36 ]      |
| 1985-86               | 1985-86          | Est              | 4e               | Centrale         | 2e               | 50               | 32               | 61,0%            | Victoire au premier tour (Détroit, 3-1) Défaite demi-finale de conférence (Boston, 1-4)                                                             | Mike Fratello                            | [ 37 ]      |
| 1986-87               | 1986-87          | Est              | 2e               | Centrale         | 1er              | 57               | 25               | 69,5%            | Victoire au premier tour (Indiana, 3-1) Défaite demi-finale de conférence (Détroit, 1-4)                                                            | Mike Fratello                            | [ 38 ]      |
| 1987-88               | 1987-88          | Est              | 4e               | Centrale         | 3e               | 50               | 32               | 61,0%            | Victoire au premier tour (Milwaukee, 3-2) Défaite demi-finale de conférence (Boston, 3-4)                                                           | Mike Fratello                            | [ 39 ]      |
| 1988-89               | 1988-89          | Est              | 4e               | Centrale         | 3e               | 52               | 30               | 63,4%            | Défaite au premier tour (Milwaukee, 2-3) | Mike Fratello                            | [ 40 ]      |
| 1989-90               | 1989-90          | Est              | 9e               | Centrale         | 6e               | 41               | 41               | 50,0%            | - | Mike Fratello                            | [ 41 ]      |
| 1990-91               | 1990-91          | Est              | 6e               | Centrale         | 4e               | 43               | 39               | 52,4%            | Défaite au premier tour (Détroit, 2-3) | Bob Weiss                                | [ 42 ]      |
| 1991-92               | 1991-92          | Est              | 9e               | Centrale         | 5e               | 38               | 44               | 46,3%            | - | Bob Weiss                                | [ 43 ]      |
| 1992-93               | 1992-93          | Est              | 7e               | Centrale         | 4e               | 43               | 39               | 52,4%            | Défaite au premier tour (Chicago, 2-3) | Bob Weiss                                | [ 44 ]      |
| 1993-94               | 1993-94          | Est              | 1er              | Centrale         | 1er              | 57               | 25               | 69,5%            | Victoire au premier tour (Miami, 3-2) Défaite demi-finale de conférence (Indiana, 2-4)                                                              | Lenny Wilkens                            | [ 45 ]      |
| 1994-95               | 1994-95          | Est              | 7e               | Centrale         | 5e               | 42               | 40               | 51,2%            | Défaite au premier tour (Indiana, 0-3) | Lenny Wilkens                            | [ 46 ]      |
| 1995-96               | 1995-96          | Est              | 6e               | Centrale         | 4e               | 46               | 36               | 56,1%            | Victoire au premier tour (Indiana, 3-2) Défaite demi-finale de conférence (Orlando, 1-4)                                                            | Lenny Wilkens                            | [ 47 ]      |
| 1996-97               | 1996-97          | Est              | 4e               | Centrale         | 2e               | 56               | 26               | 68,3%            | Victoire au premier tour (Détroit, 3-2) Défaite demi-finale de conférence (Chicago, 1-4)                                                            | Lenny Wilkens                            | [ 48 ]      |
| 1997-98               | 1997-98          | Est              | 5e               | Centrale         | 4e               | 50               | 32               | 61,0%            | Défaite au premier tour (Charlotte, 1-3) | Lenny Wilkens                            | [ 49 ]      |
| 1998-99               | 1998-99          | Est              | 4e               | Centrale         | 2e               | 31               | 19               | 62,0%            | Victoire au premier tour (Détroit, 3-2) Défaite demi-finale de conférence (New York, 0-4)                                                           | Lenny Wilkens                            | [ 50 ]      |
| 1999-00               | 1999-00          | Est              | 14e              | Centrale         | 7e               | 28               | 54               | 34,1%            | - | Lenny Wilkens                            | [ 51 ]      |
| 2000-01               | 2000-01          | Est              | 13e              | Centrale         | 7e               | 25               | 57               | 30,5%            | - | Lon Kruger                               | [ 52 ]      |
| 2001-02               | 2001-02          | Est              | 12e              | Centrale         | 6e               | 33               | 49               | 40,2%            | - | Lon Kruger                               | [ 53 ]      |
| 2002-03               | 2002-03          | Est              | 11e              | Centrale         | 5e               | 35               | 47               | 42,7%            | - | Lon Kruger Terry Stotts                  | [ 54 ]      |
| 2003-04               | 2003-04          | Est              | 12e              | Centrale         | 7e               | 28               | 54               | 34,1%            | - | Terry Stotts                             | [ 55 ]      |
| 2004-05               | 2004-05          | Est              | 15e              | Sud-Est          | 5e               | 13               | 69               | 15,9%            | - | Mike Woodson                             | [ 56 ]      |
| 2005-06               | 2005-06          | Est              | 14e              | Sud-Est          | 5e               | 26               | 56               | 31,7%            | - | Mike Woodson                             | [ 57 ]      |
| 2006-07               | 2006-07          | Est              | 13e              | Sud-Est          | 5e               | 30               | 52               | 36,6%            | - | Mike Woodson                             | [ 58 ]      |
| 2007-08               | 2007-08          | Est              | 8e               | Sud-Est          | 3e               | 37               | 45               | 45,1%            | Défaite au premier tour (Boston, 3-4) | Mike Woodson                             | [ 59 ]      |
| 2008-09               | 2008-09          | Est              | 4e               | Sud-Est          | 2e               | 47               | 35               | 57,3%            | Victoire au premier tour (Miami, 4-3) Défaite demi-finale de conférence (Cleveland, 0-4)                                                            | Mike Woodson                             | [ 60 ]      |
| 2009-10               | 2009-10          | Est              | 3e               | Sud-Est          | 2e               | 53               | 29               | 64,6%            | Victoire au premier tour (Milwaukee, 4-3) Défaite demi-finale de conférence (Orlando, 0-4)                                                          | Mike Woodson                             | [ 61 ]      |
| 2010-11               | 2010-11          | Est              | 5e               | Sud-Est          | 3e               | 44               | 38               | 53,7%            | Victoire au premier tour (Orlando, 4-2) Défaite demi-finale de conférence (Chicago, 2-4)                                                            | Larry Drew                               | [ 62 ]      |
| 2011-12               | 2011-12          | Est              | 5e               | Sud-Est          | 2e               | 40               | 26               | 60,6%            | Défaite au premier tour (Boston, 2-4) | Larry Drew                               | [ 63 ]      |
| 2012-13               | 2012-13          | Est              | 6e               | Sud-Est          | 2e               | 44               | 38               | 53,7%            | Défaite au premier tour (Indiana, 2-4) | Larry Drew                               | [ 64 ]      |
| 2013-14               | 2013-14          | Est              | 8e               | Sud-Est          | 4e               | 38               | 44               | 46,3%            | Défaite au premier tour (Indiana, 3-4) | Mike Budenholzer                         | [ 65 ]      |
| 2014-15               | 2014-15          | Est              | 1er              | Sud-Est          | 1er              | 60               | 22               | 73,2%            | Victoire au premier tour (Brooklyn, 4-2) Victoire en demi-finale de conférence (Washington, 4-2) Défaite en finale de conférence (Cleveland, 0-4)   | Mike Budenholzer                         | [ 66 ]      |
| 2015-16               | 2015-16          | Est              | 4e               | Sud-Est          | 2e               | 48               | 34               | 58,5%            | Victoire au premier tour (Boston, 4-2) Défaite demi-finale de conférence (Cleveland, 0-4)                                                           | Mike Budenholzer                         | [ 67 ]      |
| 2016-17               | 2016-17          | Est              | 5e               | Sud-Est          | 2e               | 43               | 39               | 52,4%            | Défaite au premier tour (Washington, 2-4) | Mike Budenholzer                         | [ 68 ]      |
| 2017-18               | 2017-18          | Est              | 15e              | Sud-Est          | 5e               | 24               | 58               | 29,3%            | - | Mike Budenholzer                         | [ 69 ]      |
| 2018-19               | 2018-19          | Est              | 12e              | Sud-Est          | 5e               | 29               | 53               | 35,4%            | - | Lloyd Pierce                             | [ 70 ]      |
| 2019-20               | 2019-20          | Est              | 14e              | Sud-Est          | 5e               | 20               | 47               | 29,9%            | - | Lloyd Pierce                             | [ 71 ]      |
| 2020-21               | 2020-21          | Est              | 5e               | Sud-Est          | 1er              | 41               | 31               | 56,9%            | Victoire au premier tour (New York, 4-1) Victoire en demi-finale de conférence (Philadelphie, 4-3) Défaite en finale de conférence (Milwaukee, 2-4) | Lloyd Pierce Nate McMillan               | [ 72 ]      |
| 2021-22               | 2021-22          | Est              | 9e               | Sud-Est          | 2e               | 43               | 39               | 52,4%            | Défaite au premier tour (Miami, 1-4) | Nate McMillan                            | [ 73 ]      |
| 2022-23               | 2022-23          | Est              | 8e               | Sud-Est          | 2e               | 41               | 41               | 50,0%            | Défaite au premier tour (Boston, 2-4) | Nate McMillan Joe Prunty Quin Snyder     | [ 74 ]      |
| 2023-24               | 2023-24          | Est              | 10e              | Sud-Est          | 3e               | 36               | 46               | 43,9%            | - | Quin Snyder                              | [ 75 ]      |
| 2024-25               | 2024-25          | Est              | 8e               | Sud-Est          | 2e               | 40               | 42               | 48,8%            | - | Quin Snyder                              | [ 76 ]      |
| Saison régulière      | Saison régulière | Saison régulière | Saison régulière | Saison régulière | Saison régulière | 2 967            | 3 052            | 49,3%            | |                                          |             |
| Playoffs              | Playoffs         | Playoffs         | Playoffs         | Playoffs         | Playoffs         | 170              | 223              | 43,6%            | 1 titre NBA | 1 titre NBA                              | 1 titre NBA |